# Sallum
Sallum (accentato Sàllum o Sallùm, scritto anche Shallum; ... – 743 a.C. o 745 a.C.), figlio di Iabes, fu re di Israele per un mese in Samaria 745 a.C. o nell'anno 743 a.C.

## Biografia
La Bibbia narra del suo regno in 2 Re 15,8-16, riferendo che ottenne il potere congiurando contro il suo predecessore Zaccaria e uccidendolo; di lì a poco subì egli stesso una congiura da parte di Menachem, che lo assassinò e divenne re al suo posto.